# Luis Carniglia
Luis Antonio Carniglia (né le 4 octobre 1917 à Olivos en Argentine et mort le 22 juin 2001 à Buenos Aires) est un footballeur professionnel argentin, qui évoluait au poste d'attaquant ou de milieu offensif droit, avant de devenir entraîneur.
Son fils, Luis Carniglia Jr, fut également joueur de football et évolua notamment en Serie A à la Sampdoria.

## Carrière

### Joueur
Formé par le club de sa ville du Club Sportivo Olivos (en quatrième division), il commence sa carrière dans la Primera, ligue élite d'Argentine avec le club de Victoria, le Club Atlético Tigre.
En 1936, il rejoint son équipe de cœur du Boca Juniors et il y reste cinq saisons pendant lesquelles il remporte un titre de champion en 1940 et la Copa Doctor Carlos Ibarguren. En 1941, il passe le plus mauvais moment de sa carrière en se brisant la jambe (qui mettra environ trois années avant d'être totalement rétablie).
Il signe ensuite un contrat avec l'équipe de Buenos Aires su Club Atlético Chacarita Juniors et y joue deux saisons, avant de partir tenter sa chance au Mexique avec le club du Club de Fútbol Atlas jusqu'en juin 1948.
En 1951, il change de continent et traverse l'Atlantique pour rejoindre la France et le club de la Côte d'Azur de l'OGC Nice en division 1 (ce fut le seul et unique club professionnel de sa carrière).

Avec Nice, il remporte la coupe de France en 1952 et en 1954 contre les Girondins de Bordeaux et l'Olympique de Marseille. Lors de ces deux éditions, il inscrit à chaque fois un but. Il gagne également un titre de champion de France en 1956.

### Entraîneur
Après la fin de sa carrière de joueur, il entame une nouvelle reconversion en tant qu'entraîneur. En juillet 1955, il prend la place de George William Berry à la tête de l'équipe niçoise et garde ce poste pour une saison. Il remporte son deuxième titre de champion de France avec Nice et prend ensuite la direction du Real Madrid en avril 1957 (Nice le remplace par Jean Luciano alors qu'il prend la place de José Villalonga).
Il remporte alors le championnat 1958 avec le Real. La saison suivante, il termine second mais cela ne l'empêche pas de quitter le club, malgré une équipe de légende avec des joueurs tels qu'Alfredo Di Stéfano (vainqueur du Ballon d'or), Francisco Gento, Raymond Kopa, Héctor Rial, José Santamaría ou encore Ferenc Puskás (Carniglia n'avait pas une haute opinion envers ce dernier qu'il trouvait en surpoids, l'aidant alors à perdre en tout 15 kg avant son tout premier match de Liga contre Oviedo). Il a également gagné deux coupes des clubs champions européens en 1958 contre l'AC Milan et en 1959 contre le Stade de Reims.
On le retrouve en Serie A italienne en 1961 derrière le banc de l'AS Rome pour deux saisons. Il gagne alors la Coupe des villes de foires 1961.
Il revient par la suite en Espagne avec La Corogne pour une saison.
En 1969-70, il retourne en Italie pour prendre la charge du grand club piémontais du nord de la Juventus, à la demande du président bianconero Vittore Catella. Il dirige son premier match sur le banc de la Juve le 31 août 1969 lors d'un match nul 0-0 contre Mantoue en coupe. Il reste en tout une demi-saison avec les bianconeri (dirigeant au total 12 matchs dont 6 victoires), avant de retourner au pays pour diriger le club du San Lorenzo de Almagro. Il marque ensuite une pause de plusieurs années.
En 1979, Claude Bez est en pleine reconstruction des Girondins de Bordeaux et décide alors de faire venir l'ancien joueur vedette argentine au sein du club aquitain à la place de Christian Montes.

Mais après un début de saison catastrophique, les girondins sont relégables après treize journées et Claude Bez embauche pour une « pige » de neuf mois Raymond Goethals. À Bordeaux, Luis Carniglia avait du charisme en raison de son passé prestigieux, mais ses conceptions du football étaient dépassées. Ses entraînements n'étaient pas assez physiques, et d'ailleurs, alors qu'il avait passé la soixantaine, il aimait participer à ses propres séances ballon au pied (certains joueurs faisaient même des footings en cachette).
Par la suite, il devient pendant un temps entraîneur de Boca (en 1981) par intérim avec Silvio Marzolini. Il est alors le directeur général de l'équipe.  Il fut ensuite le premier président de la FAA (Futbolistas Argentinos Agremiados), union de footballeurs.
Il décède en 2001.

## Palmarès joueur
Boca Juniors
- Championnat d'Argentine (1) :
  - Champion : 1940.
- Copa Dr. Carlos Ibarguren (1) :
  - Vainqueur : 1940.

 OGC Nice
- Championnat de France (1) : 
  - Champion : 1952
- Coupe de France (2) :
  - Vainqueur : 1952 et 1954

## Palmarès entraineur
OGC Nice
- Championnat de France (1) :
  - Champion : 1955-56.

 Real Madrid
- Championnat d'Espagne (1) :
  - Champion : 1957-58.
- Coupe des clubs champions (2) :
  - Vainqueur : 1957-58 et 1958-59.

 AS Rome
- Coupe des villes de foires (1) :
  - Vainqueur : 1960-61.